# Frederic Udina i Martorell
Frederic Udina i Martorell (Barcelona, 29 de setembre de 1914 - 30 de desembre de 2011) fou un historiador, arxiver i catedràtic català.

## Biografia
Historiador de perfil medievalista, inclòs a la categoria d'historiadors positivistes destacats, en la varietat d'expert en edició de documents, i deixeble d'Antonio de la Torre, es llicencià i es doctorà el 1945 per la Universitat de Barcelona amb la tesi El Archivo Condal de Barcelona en los siglos IX y X, publicada pel Consell Superior d'Investigacions Científiques. Després d'aconseguir càtedra a la Universitat de Valladolid, va demanar l'excedència per no haver de deixar Barcelona i des de llavors es va llaurar una carrera en diversos càrrecs de l'Administració, primer com a director del Museu d'Història de Barcelona (1959-1976), després com a director de l'Arxiu de la Corona d'Aragó (1961–1982) sent-ne nomenat posteriorment Director Honorari, i, finalment, com a delegat de cultura de l'Ajuntament de Barcelona (1975-1976).
Membre de la comissió gestora de la Universitat Autònoma de Barcelona i degà de la Facultat de Lletres entre 1968 i 1973, organitzà aquest centre, com també els col·legis universitaris de Lleida i Girona. En dita universitat, va impartir cursos de doctorat, des d'on va promoure les setmanes d'estudis medievals i la creació de la revista Medievalia (1980-1998). Dins d'aquest etapa, va rebre la medalla de la UAB en reconeixement de la seva tasca docent i investigadora l'any 1984, coincidint amb la seva jubilació el setembre del mateix any. També fou fundador i director de l'Institut Interuniversitari d'Estudis Medievals, creat l'any 1973 a la mateixa Universitat Autònoma de Barcelona, càrrec que ocupà fins al 1986 al succeir-lo José Enrique Ruiz-Domènec. Fou membre numerari de l'Acadèmia de Bones Lletres de Barcelona (1969), la Reial Acadèmia Catalana de Belles Arts de Sant Jordi (1996) i de l'Acadèmia Catalana de Belles Arts de Sant Jordi, en la qual ingressà amb el discurs Cinquanta llargs anys d'arqueologia barcelonina (1980). Fou secretari general (1984-94) i tresorer (1993-97) d'aquesta entitat i, des del 2006, supernumerari.
Publicà diversos reculls documentals, entre els quals destaquen: El Llibre Blanc de Santes Creus (1947), L'escut de la ciutat de Barcelona (1979) o Documents cabdals de la Història de Catalunya (1985). Dirigí Nobiliario de la Corona de Aragón (1948-52), i en col·laboració publicà Barcelona, vint segles d'Història (1963). Dirigí i publicà el Simpòsium Internacional sobre els orígens de Catalunya (segles VIII-XI), inclòs en la celebració dels actes del mil·lenari de Catalunya (1991). En total escrigué més de dos-cents quaranta-quatre textos entre ponències, seminaris, congressos, presentacions o pròlegs de publicacions pròpies i d'exposicions històriques, articles de revistes científiques i escrits en miscel·lànies i de les més de cent conferències donades al llarg de la seva vida.

## Tasca com a arxiver
Fou arxiver interí a l'Archivo Histórico Nacional (1940) i l'any 1941 ingressà per oposició al Cuerpo Facultativo de Archiveros, Bibliotecarios y Arqueólogos (CFABA).
Director de l'Arxiu de la Corona d'Aragó (1961-1982) i després director honorari. Des de la direcció d'aquest arxiu s'ha d'assenyalar l'estímul que va donar al CODOIN (Col·lecció de Documents Inèdits de l'Arxiu de la Corona d'Aragó), a la que donà una nova època en qualitat de director; la creació de dues revistes d'investigació i difusió cultural vinculades a l'Ajuntament de Barcelona, en tant que director del Museu: Cuadernos de Arqueología e Historia de la Ciudad (1960-76), Miscellanea Barcinonensia (1962-78); i, de forma especial, el suport, com a president de la Comissió Permanent, als congressos d'història de la Corona d'Aragó impartits sota la seva direcció.
Des de 1988, considerà els ensenyaments d'arxivística i es resolgué organitzar un Mestratge d'Arxivística, promogut per l'Institut Interuniversitari d'Estudis Medievals.
Dirigí, durant la dècada dels seixanta, els Cursos de Formación Tècnica de Archivos des de l'Arxiu de la Corona d'Aragó.

## Obra[7]
- El Llibre Blanch de Santes Creus (Cartulario del siglo XII), Casa Provincial de Caridad, Barcelona, (1947)
- El Archivo Condal de Barcelona en los siglos IX-X. Estudio crítico de sus fondos, Consejo Superior de Investigaciones Científicas, (1951) -Tesi Doctoral-
- Sugerencias en torno a unas cartas reales cerverinas, Barcelona, (1952)
- La exposición viajera no 5 sobre la expansión mediterránea de la Corona de Aragón, Dirección General de Archivos y Bibliotecas, Madrid, (1958)
- El nom de Catalunya, Editorial Dalmau, (1961)
- Barcelona, vint segles d'Història, Editorial Aymà, (1963) (Amb Josep M. Garrut i Romà)
- Las armas de Barcelona. Su origen y desenvolvimiento durante ocho siglos, Real Academia de Buenas Letras de Barcelona, (1969)
- Privilegios reales concedidos a la ciudad de Barcelona, Imp. Fidel Rodríguez Ferran,Barcelona, (1971)
- La porta de Sant Jordi. De l'Arxiu de la Corona d'Aragó al Palau dels Virreis, Arxiu de la Corona d'Aragó, Barcelona, (1978)
- L'escut heràldic de la Ciutat de Barcelona, Ajuntament de Barcelona, (1979)
- Els auditoris cristians antics, Reial Acadèmia de Bones Lletres de Barcelona, (1983)
- Fuentes documentales de Cataluña relativas a Italia, La Lettere, Firenze, (1984)
- Documents cabdals de la Història de Catalunya, Enciclopèdia Catalana, (1985) (Amb Eduardo Escartín Sánchez i Josep Termes Ardèvol)
- Problemàtica acerca del escudo de los palos de gules, (1989)
- Catalunya a l'època de Colom: 1450-1506, Barcelona, (1994)
- Notes històriques de la Universitat Autònoma de Barcelona, Barcelona, (1995)
- El pare Vergés, apòstol de la joventut. La Congregació de la Inmaculada, 1923-1953, Barcelona, (1995)
- Articles selectes (1944-1997),Fundació Abat Oliba, Barcelona, (2000)